# ASPHALT 3D:NITRO RACING
『ASPHALT 3D:NITRO RACING』（アスファルト スリーディー:ニトロ レーシング）は、2011年3月10日に日本で発売されたニンテンドー3DS向けレースゲーム。日本ではコナミデジタルエンタテインメントから発売された。ヨーロッパでは同年3月25日、アメリカでは3月27日に発売された。

## 概要
ゲームロフトが開発した『アスファルト』シリーズの第7弾。東京やニューヨーク市といった全部で17の大都市を舞台に、警察の追跡をかわしながらライバル車と競い合うレースゲーム。

## モード
ノーマルレース
３周(後半から４周)で３位以上を目指す基本レース。
マネーアタック
賞金を稼ぐレース。目標額到達をした状態でスタートラインを越えればクリアで最大３周行う。
パンクバスター
走り屋たちを捕まえる。
スピードチェイス
警察から逃げながら、３周する。５回逮捕された時点で失格。
1on1
キャリアイベントの各ブロック毎の最後に設けられたライバルカーとの直接対決。２周で行う。
サバイバル
ラップタイムが最下位の車が脱落していく中で、１位として残るのを目指す。